# Pristurus simonettai
Pristurus simonettai är en ödleart som beskrevs av  Lanza och SASSI 1968. Pristurus simonettai ingår i släktet Pristurus och familjen geckoödlor. Inga underarter finns listade i Catalogue of Life.